# Hanaböle träsk
Hanböle träsk, finska Kuusijärvi, är en insjö utanför Kungsbacka i Vanda stad i Nyland i Finland. Arean är 7 hektar och strandlinjen är 1,33 kilometer lång. Sjön  ingår i Finska vikens kustområde.   Den ligger omkring 18 kilometer nordöst om Helsingfors. 
Friluftsområden finns i anslutning till sjön och bostadscentra och stora trafikleder i närheten gör den till ett populärt friluftsmål. Speciellt i början av sommaren då havet ännu är kallt är Hanaböle träsk populärt bland simmare. 
Föreningen Suomen Latu har ett friluftscentrum vid Hanaböle träsk vid Gamla Lahtisvägen. På området finns badstrand, isvak, upplysta skidspår och skiduthyrning, beachvolleyplan, basketplan, badmintonplan, lekplats, grillstuga, kafé-restaurang, möteslokaler, elbastu och rökbastu. Bussförbindelse finns Hanaböle träsk. 